# Magne Màxim

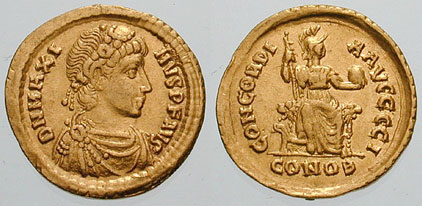
Moneda amb el rostre del emperador

Magne Màxim —Magnus Clemens Maximus (llatí)— (vers 335-388) fou emperador romà d'Occident del 383 al 388.
Era originari d'Hispània i fou proclamat emperador en 383 pels soldats de Britànnia, davant el descontentament contra Flavi Gracià. Màxim va iniciar el seu govern dictant severes mesures contra els partidaris de l'heretgia priscil·lianista, condemnada en 380 en el primer concili de Cesaraugusta i que afectava a les províncies de Galícia i Lusitània.
Va envair la Gàl·lia i va entrar a París, d'on Flavi Gracià va haver de fugir per refugiar-se a Lugdúnum, on el governador l'entregà al seu general Andragati, que el va assassinar el 25 d'agost del 383. Reconegut per Valentinià II i Teodosi el Gran, se li va exigir a canvi que respectés els dominis del primer, i Teodosi va cedir les diòcesis de Dacia i de Macedònia a la cort occidental per compensar la pèrdua de Gàl·lia, Hispània i Britànnia. Va ser responsable d'execucions de seguidors del priscil·lianisme, i aprofitant el descontentament creat per les decisions favorables als arrians del jove emperador, a instàncies de la seva mare va envair Itàlia, d'on va fer fugir Valentinià II, que es va refugiar a l'Orient amb Teodosi I el Gran. Màxim va establir la seva capital a Trèveris.
En 387 Màxim va envair Itàlia, obligant a Valentinià II a fugir cap a l'est, on va acceptar el cristianisme de Nicea. Gal·la, germana de Valentinià i dona de Teodosi, va incitar el seu marit a restaurar el sobirà deposat, i amb un fort exèrcit l'Emperador d'Orient va envair els dominis de Màxim l'estiu del 388, i el va derrotar en la batalla del Sava. Màxim es va retirar a Aquileia i Andragati, el seu magister equitum, fou derrotat també prop de Siscia, i el seu germà Marcel·lí a Potovio. Màxim es va rendir a Aqueleia i va demanar el perdó, però fou executat per ordre de Teodosi el 28 d'agost del 388; la seva dona i filles foren respectades. El seu fill Flavi Víctor fou derrotat pel general Arbogast (magister peditum de Valentinià II) i executat (finals del 383). Les tropes derrotades de Màxim es van reassentar a Armòrica en lloc de tornar a Britànnia, i per al 400 Armòrica era controlada per bagaudes i no per l'autoritat imperial.
Se'l suposa pare de Sevira, que a la inscripció de la pedra o pilar d'Eliseg a Gal·les, figura com la dona de Vortigern, rei dels britons; també seria el pare de la muller d'Enodi (Ennodius) procònsol d'Àfrica (395). El seu net Petroni Màxim fou emperador per 77 dies al 455. Anici Olibri, emperador el 472, també era descendent seu. Altres descendents inclouen bisbes (el més destacat Sant Magne Fèlix Enodi, bisbe de Pavia el 514-521), cònsols i altres càrrecs.
El recull de llegendes de Geoffrey de Monmouth el fa rei dels britons.